# Nikki Havenaar
Nikki Havenaar (ハーフナー・ニッキ Havenaar Nikki?, Aichi, 16 de febrero de 1995) es un futbolista japonés que juega como defensa en el S. V. Ried de la 2. Liga.
Es hijo del futbolista neerlandés-japonés Dido Havenaar, y hermano menor de Mike, también futbolistas.

## Trayectoria

### Clubes
| Club                         | País    | Año       |
| ---------------------------- | ------- | --------- |
| Nagoya Grampus               | Japón   | 2013-2015 |
| J. League sub-22 (cedido)    | Japón   | 2014      |
| SV Horn                      | Austria | 2016-2018 |
| F. C. Wil                    | Suiza   | 2018-2019 |
| F. C. Thun                   | Suiza   | 2019-2023 |
| Neuchâtel Xamax FCS (cedido) | Suiza   | 2022-2023 |
| S. V. Ried                   | Austria | 2023-     |